# فرودگاه بین‌المللی سوچی
فرودگاه بین‌المللی سوچی (به انگلیسی: Sochi International Airport) (به زبان بومی: Международный Аэропорт Сочи) یک فرودگاه همگانی با کد یاتا AER است که یک باند فرود آسفالت دارد و طول باند آن ۲۲۰۰ متر است. این فرودگاه در شهر سوچی کشور روسیه قرار دارد و در ارتفاع ۲۷ متری از سطح دریا واقع شده‌است.

## شرکت‌های هواپیمایی و مقصدهای پروزای
| شرکت‌های هواپیمایی                 | مقصدهای پروازی |
| --------------------------------- | --- |
| آئروفلوت                          | فرودگاه بین‌المللی شرمتیوو |
| آئروفلوت اجرا توسط Donavia        | فرودگاه پاشکوفسکی، فرودگاه پالکوو، فرودگاه بین‌المللی زوارتنوتس |
| آئروفلوت اجرا توسط اورن‌ایر        | فرودگاه کولتسوو |
| آئروفلوت اجرا توسط روسیه ایرلاینز | فرودگاه بین‌المللی ونوکووا، فرودگاه پالکوو فصلی: فرودگاه اورنبورگ تسنترالنی (آغاز از ۱ ژوئن ۲۰۱۶) |
| آنگارا ایرلاینز                   | فرودگاه چلیابینسک، فرودگاه بین‌المللی ایرکوتسک |
| شرکت هواپیمایی آرمنیا             | فرودگاه بین‌المللی زوارتنوتس (آغاز از ۲ ژوئن ۲۰۱۶) |
| بلاویا                            | فرودگاه بین‌المللی مینسک |
| Gazpromavia                       | فرودگاه بین‌المللی ونوکووا |
| آیزهاویا                          | فصلی: فرودگاه بلگورود (آغاز از ۷ ژوئن ۲۰۱۶)، فرودگاه ایژفسک، فرودگاه بین‌المللی قازان، فرودگاه کیروف پوبدیلوف، فرودگاه بگیشفو، فرودگاه پنزا |
| ایر آئرو                          | فرودگاه تسنترالنی |
| کومی‌اویاترنس                      | فصلی: فرودگاه کالوگا گرابتسف، فرودگاه بولشویه ساوینو، فرودگاه سیکتیوکار |
| هواپیمایی ماهان                   | چارتر فصلی: فرودگاه بین‌المللی امام خمینی |
| Nordavia                          | فصلی: فرودگاه تالاگی، فرودگاه مورمانسک، فرودگاه سیکتیوکار، فرودگاه بین‌المللی بن گوریون |
| نورداستار                         | فرودگاه بین‌المللی دوموده‌دوو، فصلی: فرودگاه یملیانو، فرودگاه الیکل |
| اورن‌ایر                           | فصلی: فرودگاه بارنائول، فرودگاه چلیابینسک، فرودگاه بین‌المللی قازان، فرودگاه کمروف، فرودگاه اسپیچنکوف، فرودگاه تولمچوا، فرودگاه تسنترالنی، فرودگاه اورنبورگ تسنترالنی، فرودگاه بولشویه ساوینو، فرودگاه بین‌المللی کورومچ، فرودگاه بوگاشف، فرودگاه بین‌المللی اوفا                                                                                                  |
| Pegas Fly                         | فرودگاه کولتسوو |
| پابیدا                            | فصلی: فرودگاه تالاگی، فرودگاه بلگورود، فرودگاه بین‌المللی قازان، فرودگاه ماگنیتوگورسک، فرودگاه اویتاش، فرودگاه بین‌المللی ونوکووا، فرودگاه نیژنوارتوفسک، فرودگاه بولشویه ساوینو، فرودگاه بین‌المللی کورومچ، فرودگاه بین‌المللی اوفا، فرودگاه اولیانووسک باراتایوکا، فرودگاه بین‌المللی ولگاگراد، فرودگاه چرتوویتسکویه، تونوشنا (آغاز از ۱ ژوئن ۲۰۱۶) فرودگاه کولتسوو |
| هواپیمایی قشم                     | چارتر فصلی: فرودگاه بین‌المللی امام خمینی |
| Red Wings Airlines                | فرودگاه بین‌المللی دوموده‌دوو |
| RusLine                           | فرودگاه روستوف-نا-دونو، فرودگاه چرتوویتسکویه فصلی: فرودگاه ایوانوف یوژنی، فرودگاه لیپتسک |
| اس۷ ایرلاینز                      | فرودگاه بین‌المللی دوموده‌دوو فصلی: فرودگاه تولمچوا |
| ساراتوف ایرلاینز                  | فصلی: فرودگاه استریگینو، فرودگاه اورنبورگ تسنترالنی، فرودگاه پنزا، فرودگاه سرتو تسنترلنی |
| SCAT                              | فرودگاه آقتائو (آغاز از ۶ ژوئن ۲۰۱۶) |
| Severstal Air Company             | فصلی: فرودگاه چرپووتس، تونوشنا |
| سامان ایر                         | فرودگاه خجند |
| ترکیش ایرلاینز                    | فرودگاه بین‌المللی آتاترک |
| اورال ایرلاینز                    | فرودگاه مینرالنیه وودی، فرودگاه بین‌المللی دوموده‌دوو، فرودگاه بین‌المللی کورومچ، فرودگاه بین‌المللی سیمفروپول، فرودگاه کولتسوو فصلی: فرودگاه استریگینو |
| یوتی‌ایر اوییشن                    | فرودگاه بین‌المللی ونوکووا فصلی: خالینو، فرودگاه نیژنوارتوفسک، فرودگاه نویابرسک، فرودگاه سیکتیوکار، فرودگاه تامبوف دونسکویه، فرودگاه بین‌المللی رسچینو |
| UVT Aero                          | فرودگاه بوگولما، فرودگاه بین‌المللی قازان، فرودگاه بین‌المللی سورگوت |
| ازبکستان ایرویز                   | فرودگاه بین‌المللی تاشکند |
| یاکوتیا ایرلاینز                  | فرودگاه یاکوتسک |
| یامال ایرلاینز                    | فصلی: فرودگاه بین‌المللی رسچینو، فرودگاه بین‌المللی اوفا |

## شرکت‌های هواپیمایی و مقصدهای پروازی
| شرکت‌های هواپیمایی                      | مقصدهای پروازی |
| -------------------------------------- | --- |
| آئروفلوت                               | شرمتیوو، سیمفروپول |
| آئروفلوت اجرا توسط روسیه ایرلاینز      | پاشکوفسکی، ونوکووا، پالکوو، کولتسوو، زوارتنوتس فصلی: اورنبورگ تسنترالنی |
| بلاویا                                 | مینسک |
| کوندور فلوگدینست                       | چارتر فصلی: برلین شونفلد |
| ایر آئرو                               | فصلی: بارنائول، ایرکوتسک، تسنترالنی |
| شرکت هواپیمایی اسرایر                  | چارتر فصلی: بن گوریون |
| آیزهاویا                               | فصلی: بلگورود، ایژفسک، قازان، کیروف پوبدیلوف، بگیشفو، پنزا |
| کومی‌اویاترنس                           | کالوگا گرابتسف |
| هواپیمایی ماهان                        | فصلی: امام خمینی |
| هواپیمایی معراج                        | چارتر فصلی: امام خمینی |
| Nordavia                               | فصلی: تالاگی، بلگورود، چلیابینسک ایوانوف یوژنی، مورمانسک، استریگینو، تسنترالنی، سیکتیوکار، بن گوریون، چرتوویتسکویه                                                                        |
| نورداستار                              | دوموده‌دوو فصلی: یملیانو، الیکل |
| Pegas Fly                              | کولتسوو |
| پابیدا                                 | فصلی: آستراخان، بلگورود، چبوکساری، قازان، کیروف پوبدیلوف، ماگنیتوگورسک، ونوکووا، بگیشفو، استریگینو، بولشویه ساوینو، کورومچ، رسچینو، اوفا، بسلان، ولگاگراد، چرتوویتسکویه، تونوشنا، کولتسوو |
| هواپیمایی قشم                          | چارتر فصلی: امام خمینی |
| رد وینگز ایرلاینز                      | دوموده‌دوو، پالکوو |
| RusLine                                | فصلی: بلگورود، الیستا، خالینو، لیپتسک، اویتاش، مینرالنیه وودی، دوموده‌دوو، تامبوف دونسکویه، اولیانووسک باراتایوکا، چرتوویتسکویه                                                            |
| اس۷ ایرلاینز                           | دوموده‌دوو، تولمچوا |
| اس۷ ایرلاینز اجرا توسط گلوبوس ایرلاینز | دوموده‌دوو، تولمچوا |
| ساراتوف ایرلاینز                       | فصلی: استریگینو، اورنبورگ تسنترالنی، پنزا، سرتو تسنترلنی |
| اسکات ایرلاینز                         | آقتائو |
| Severstal Air Company                  | فصلی: چرپووتس، تونوشنا |
| سامان ایر                              | دوشنبه، خجند |
| تبت ایرلاینز                           | چنگدو شوانگلیو، سانیا فونیکس |
| ترکیش ایرلاینز                         | آتاترک |
| اورال ایرلاینز                         | چلیابینسک، مینرالنیه وودی، دوموده‌دوو، کورومچ، سیمفروپول، تفلیس، کولتسوو فصلی: استریگینو                                                                                                   |
| یوتی‌ایر اوییشن                         | پاشکوفسکی، ونوکووا، زوارتنوتس فصلی: خالینو، نیژنوارتوفسک، نویابرسک، سورگوت، سیکتیوکار، تامبوف دونسکویه، رسچینو                                                                            |
| UVT Aero                               | بوگولما، قازان، سورگوت |
| ازبکستان ایرویز                        | تاشکند |
| یاکوتیا ایرلاینز                       | یاکوتسک |
| یامال ایرلاینز                         | فصلی: کورگان، بولشویه ساوینو، رسچینو |